# Ислам в Германии

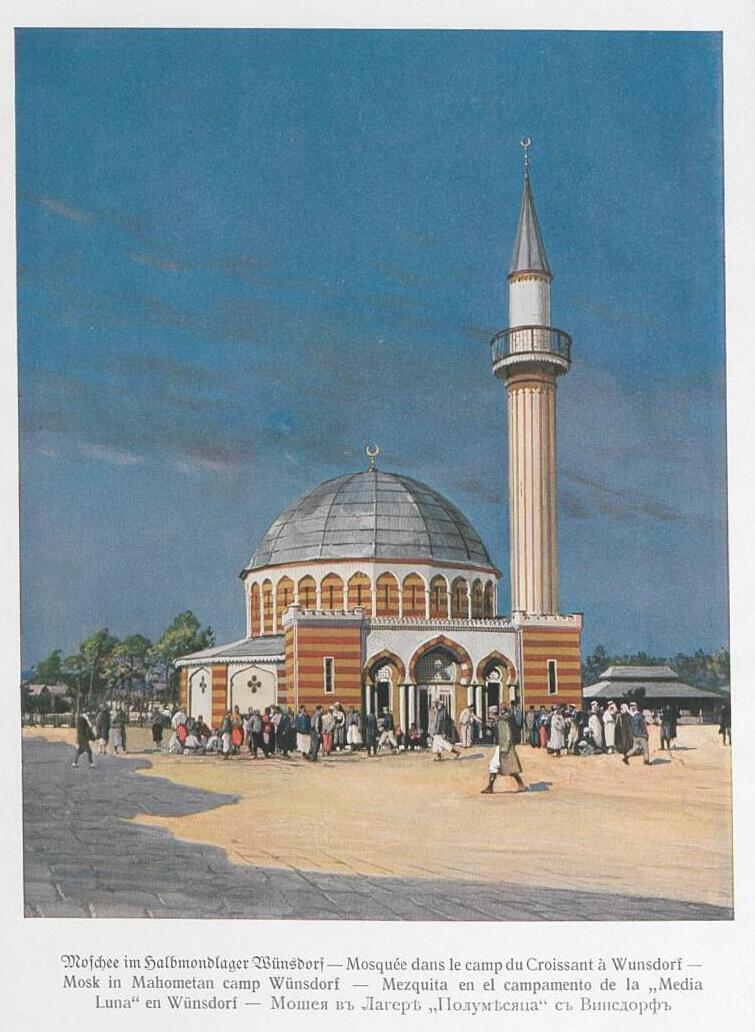
Мечеть Вюнсдорф, в лагере для военнопленных Халбмондлагер — первая мечеть в Германии, построенная в 1915 году и снесённая в 1925-26.

Из-за трудовой миграции 1960-х и несколько волн политических беженцев с 1970 года, мусульмане стали заметной религиозной группой в Германии. Согласно официальной переписи населения, проведенной в 2011 году — 1,9 % населения Германии (около 1,5 млн человек) объявили себя мусульманами. Вероятно число мусульман в переписи занижено, так как многие респонденты могли не указывать своё вероисповедание.
Оценки, сделанные в 2009 году, показали, что в Германии 4,3 миллиона мусульман (5.4 % населения). Из них 1,9 млн являются гражданами Германии (2.4 %). По данным немецкого статистического агентства в 2005 году 9,1 % всех новорожденных в Германии родились у родителей-мусульман.

## Демография
Подавляющее большинство мусульман в Германии имеют турецкое происхождение (63.2 %), . Имеются также небольшие группы из Пакистана, стран бывшей Югославии, арабских стран, Ирана и Афганистана. Большинство мусульман живут в Берлине и крупных городах бывшей Западной Германии. Однако, в отличие от большинства других европейских стран, значительные мусульманские общины существуют в некоторых сельских регионах Германии, особенно в Баден-Вюртемберге, Гессене и районах Баварии и Северном Рейне-Вестфалии. В бывшей Восточной Германии мало мусульман из-за того, что до 1989 года отсутствовала трудовая миграция. Большинство мусульман в Германии — сунниты (75 %), имеются так же шиитские (7 %) ахмадийские (1 %) общины.

## История
Первые мусульмане приехали в Германию в рамках дипломатических, военных и экономических отношений между Германией и Османской империи в XVIII веке. В начале восемнадцатого века 20 солдат -мусульман служили у Фридриха Вильгельма I в Пруссии. В 1745 году король Фридрих II создал в прусской армии мусульманское подразделение состоящее преимущественно из боснийцев, албанцев и татар. В 1760 году был создан корпус с около 1000 боснийцев.
В 1798 году в Берлине было создано мусульманское кладбище. В настоящее время функционирует мусульманское кладбище, созданное в 1866 году
В 1932 году Немецкой секция Всемирного исламского Конгресса и Исламский коллоквиум создали первое в Германии исламское образовательное учреждение для детей.
В 1942 году, во время Второй Мировой Войны, был основан Исламский институт (Маахад аль-Ислям) известный в настоящее время как сейчас известно под названием Центральный Исламский Архивный Институт Германии (Zentralinstitut Islam-Archiv-Deutschland).
В 1961 году власти Западной Германии пригласили иностранных рабочих (гастарбайтер), большинство из которых прибыло в Германию из сельского района в Юго-Восточной Анатолии (Турция). Их иногда называют параллельным сообществом внутри этнических немцев.

## Исламские течения

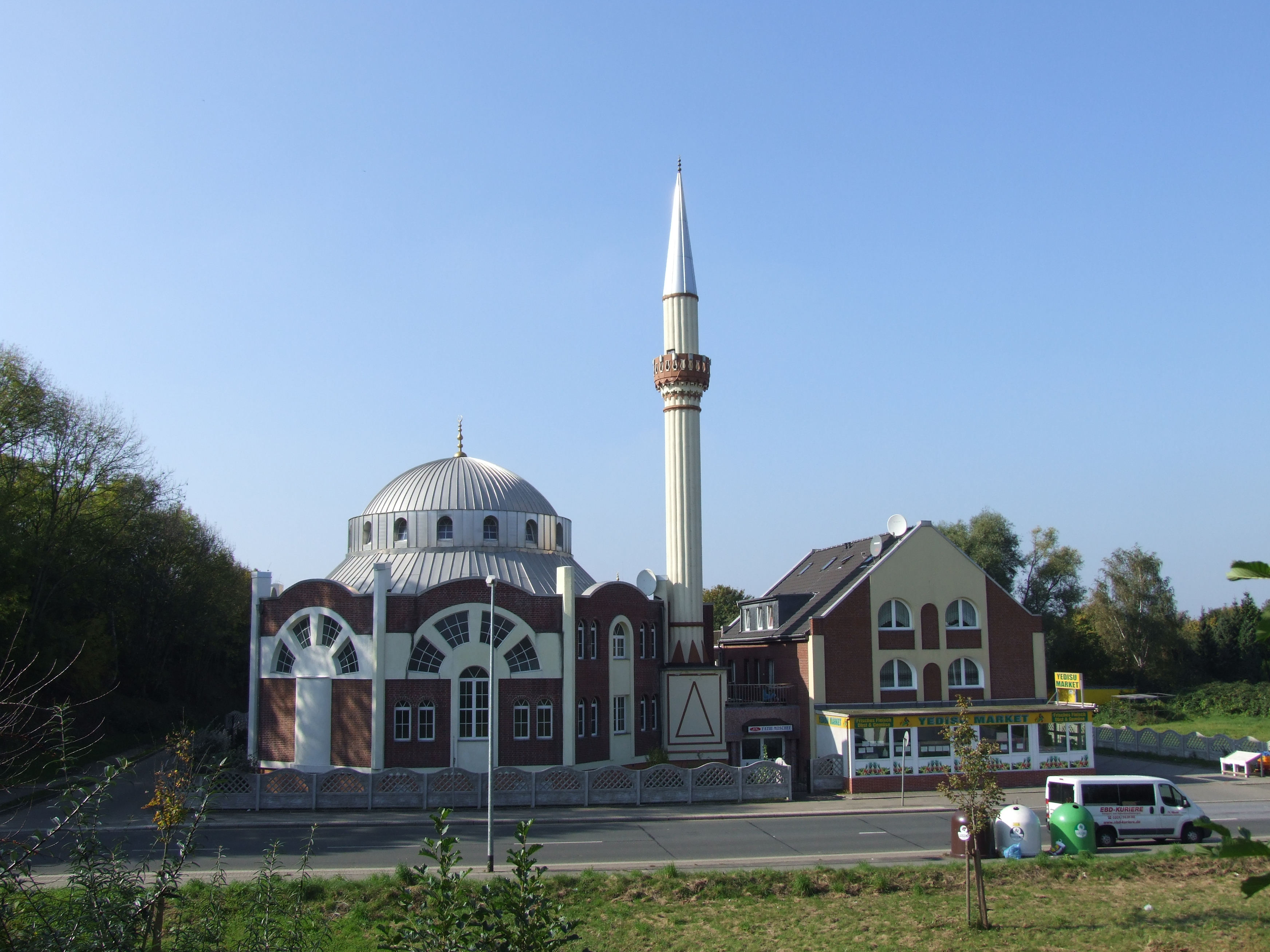
Мечеть в Эссене.

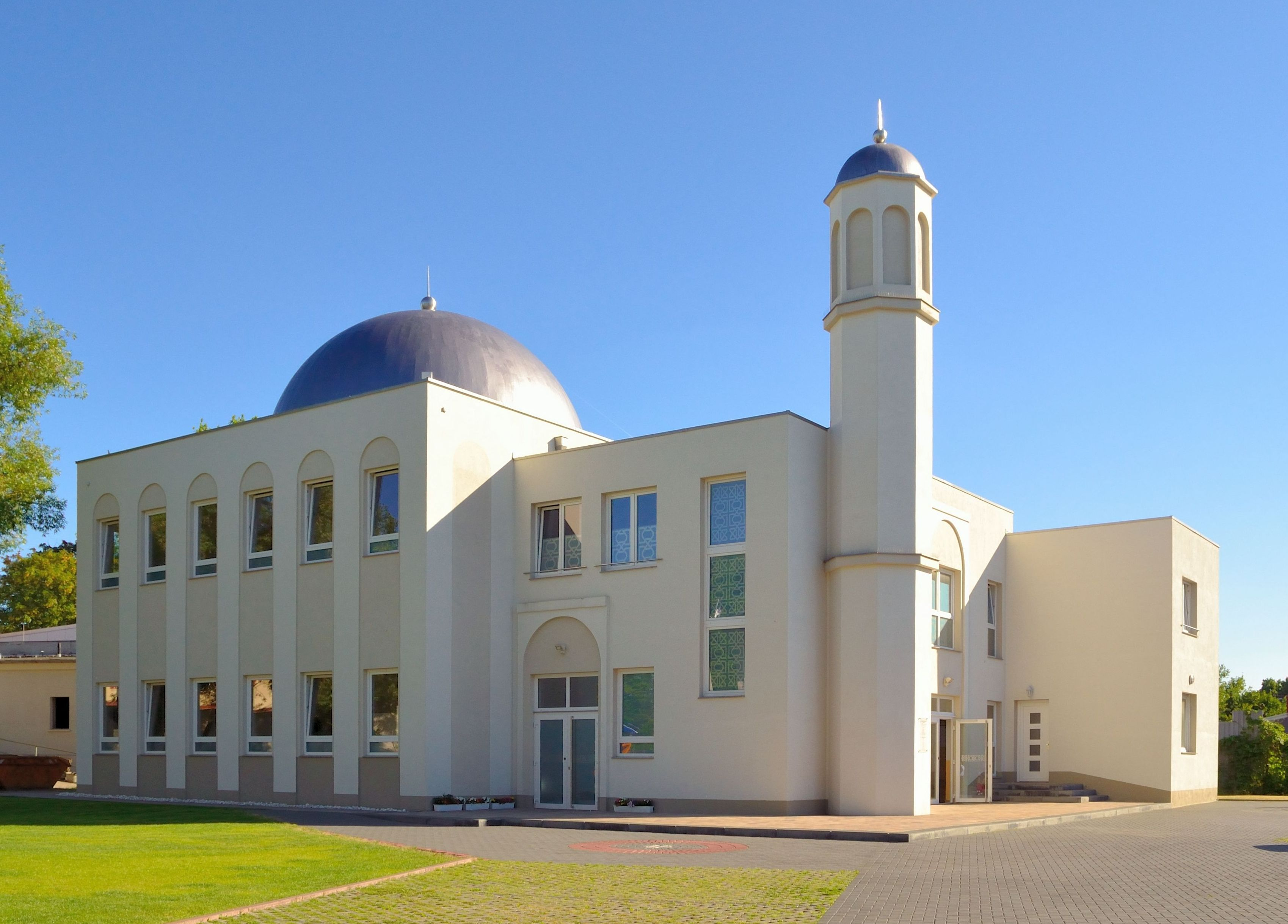
Мечеть Хадиджа в Берлине.

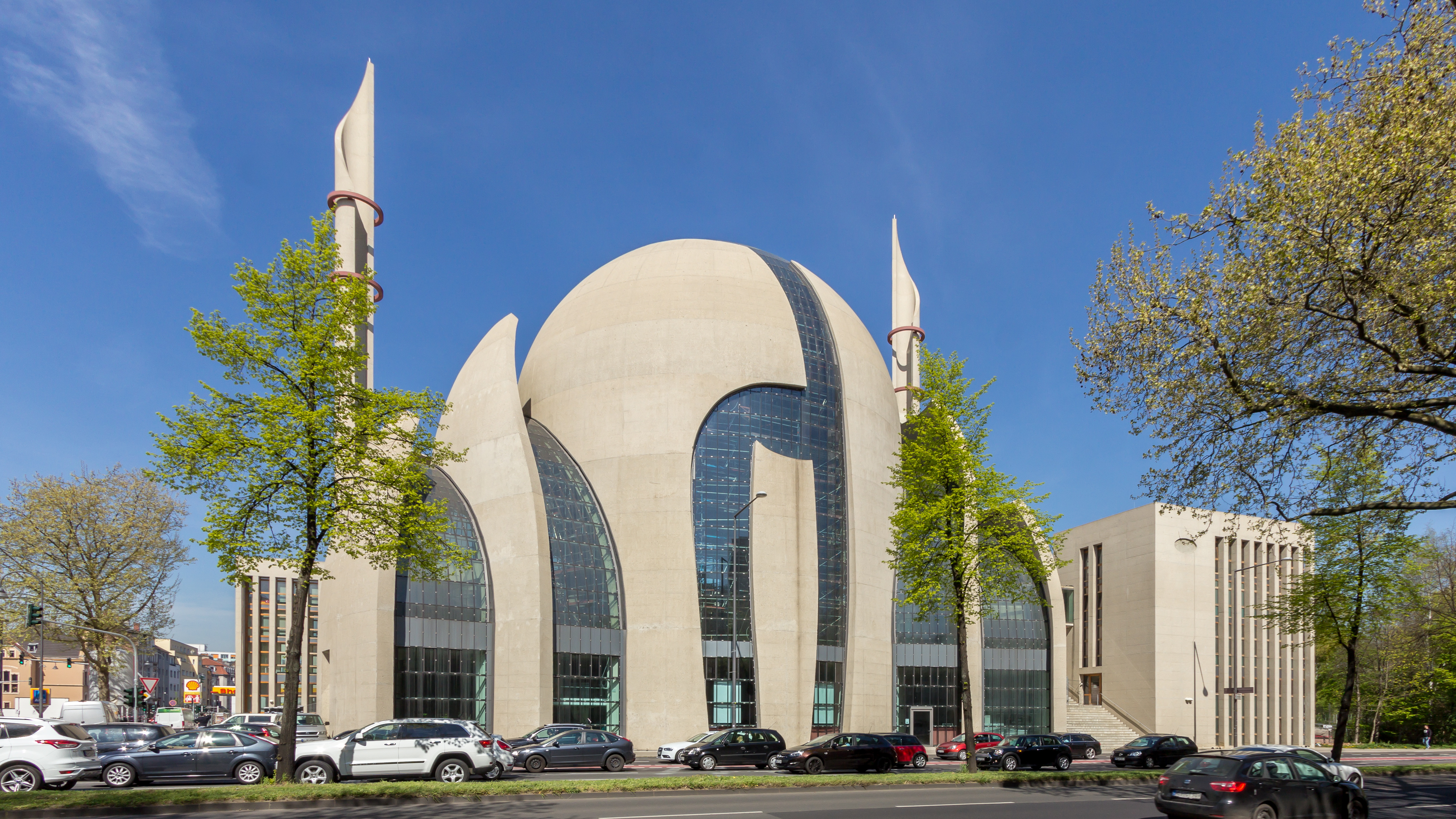
Центральная Мечеть Кельна

Мусульмане в Германии принадлежат к различным исламским течениям (примерно данные):
- Сунниты 2,640,000[6][11]
- Алевитов 500,000[6][11]
- Шииты-имамиты 225,500[6][11]
- Алавиты 70,000[6][11]
- Ахмадиты 35,000[6][11][12]
- Суфии 10,000[6][11]
- Исмаилиты 1,900[6][11]
- Зейдиты 800[6][11]
- Ибадиты 270[6][11]
- Ахмадиты Лахора 60[13]

## Исламские организации
Меньшая часть мусульман, проживающих в Германии, являются членами религиозных организаций. Самые многочисленные из них:
- Турецко-Исламский союз Комитета по делам религий (Türkisch-Islamische Union der Anstalt für Religion, Diyanet İşleri Türk İslam Birliği, DİTİB) — немецкий филиал турецкого комитета по делам религий (Diyanet İşleri Başkanlığı), штаб-квартира в Кёльне.
- Исламская община Milli Görüş (Islamische Gemeinschaft Millî Görüş, İslâm Toplumu Millî Görüş) — организация, близкая к турецкой партии Saadet Partisi, штаб-квартира в Керпене.
- Исламская община Джамаат ан-Нур (Islamische Gemeinschaft Jama' at-un Nur) — немецкий филиал общества Саида Нурси «Рисале-и Нур».
- Исламская община в Германии (Islamische Gemeinschaft in Deutschland) — организация арабских мусульман близкая к Братьям-мусульманам (Франкфурт).
- Ахмадийский мусульманский джамаат Германии (Ahmadiyya Muslim Jamaat Deutschland) — немецкое отделение Всемирной Ахмадийской мусульманской общины[14].

Кроме того существует множество местных организаций, не входящих не в одну из перечисленных. В 2002 году были запрещены организации Хизб ут-Тахрир аль-Ислами и так называемое Государство Халифат, основанная Кемалеттином Капланом и позже возглавляемое его сыном Метином Каплан, поскольку их программы противоречили Конституции Германии.

## Проблемы и критика
Строительство мечетей наталкивается на критику местного населения. Так, противоречия возникли из-за планов мусульман возвести большую мечеть в Кёльне в 2007 году.